# NGC 535
NGC 535 је лентикуларна галаксија у сазвежђу Кит која се налази на NGC листи објеката дубоког неба.
Деклинација објекта је - 1° 24' 32" а ректасцензија 1h 25m 31,0s. Привидна величина (магнитуда) објекта NGC 535 износи 14,0 а фотографска магнитуда 14,9. NGC 535 је још познат и под ознакама UGC 997, MCG 0-4-133, CGCG 385-124, DRCG 7-35, PGC 5282.